# Эмиссионная ценная бумага
Эмиссионная ценная бумага — ценная бумага, которая одновременно обладает тремя признаками: закрепляет совокупность имущественных и неимущественных прав, размещается выпусками и имеет равные объем и сроки осуществления прав внутри одного выпуска. 
Эмиссионная ценная бумага является понятием российского права. Наиболее близким к нему по смыслу является термин Security, используемый в англоязычной литературе. Отношения, возникающие при эмиссии и обращении эмиссионных ценных бумаг, регулируются законом «О рынке ценных бумаг». Другие ценные бумаги не относятся к предмету регулирования этого закона.

## Определение
Определение эмиссионной ценной бумаги дано в Федеральном законе «О рынке ценных бумаг». Эмиссионные ценные бумаги — это любые ценные бумаги, которые характеризуются одновременно следующими признаками:
- закрепляют совокупность имущественных и неимущественных прав, подлежащих удостоверению, уступке и безусловному осуществлению с соблюдением установленных законом формы и порядка;
- размещаются выпусками или дополнительными выпусками;
- имеют равные объем и сроки осуществления прав внутри одного выпуска независимо от времени приобретения ценных бумаг.

В определении присутствуют три признака. Первый признак относится к любым ценным бумагам, тогда как второй и третий присущи только эмиссионным. Отграничение эмиссионных бумаг от всех прочих вызвано тем, что они как правило связаны с большим объемом привлечения средств. В силу этого требуется законодательного регулирования и надзор со стороны финансового регулятора на всех этапах выпуска (эмиссии) и обращения. 

## Виды эмиссионных ценных бумаг
Российское законодательство к числу эмиссионных ценных бумаг относит акции, облигации и опционы эмитента,  российская депозитарная расписка, все они имеют разную экономическую природу (удостоверяют разные виды имущественных и неимущественных прав). Акция представляет собой долевую ценную бумагу, облигация долговую, а опцион эмитента производную. Единственное, что их объединяет, — процедура эмиссии,  то есть последовательность действий эмитента при первичном размещении ценных бумаг, которая регламентируется законом «О рынке ценных бумаг». Все остальные свойства могут быть присущи любым ценным бумагам.
Эмиссионные ценные бумаги, как и не эмиссионные могут выпускаться в документарной и бездокументарной форме. Оба вида бумаг могут быть включены в котировальный список и допущены к торгам на фондовой бирже (см. Листинг). Например, на бирже инвестиционные паи паевых инвестиционных фондов, которые не относятся к эмиссионным бумагам.

## Процедура эмиссии
Процедура эмиссии эмиссионных ценных бумаг включает в себя следующие этапы.
1. Принятие решения о размещении эмиссионных ценных бумаг или иного решения, являющегося основанием для размещения.
2. Утверждение решения о выпуске эмиссионных ценных бумаг в случаях, предусмотренных законом.
3. Регистрация выпуска эмиссионных ценных бумаг.
4. Размещение эмиссионных ценных бумаг.
5. Государственная регистрация отчета об итогах выпуска эмиссионных ценных бумаг или представление уведомления об итогах выпуска.